# Derechos digitales en Irlanda
Digital Rights Ireland es un grupo de lobby y defensa de los derechos digitales con sede en Irlanda. El grupo trabaja por las libertades civiles en la era digital .

## Retención de datos de telecomunicaciones
En 2012,  el grupo interpuso una demanda ante el Tribunal Superior irlandés, que posteriormente recurrió al Tribunal de Justicia de la Unión Europea para emprender acciones legales   por la retención de datos de telecomunicaciones prevista por la Ley Penal. Ley de justicia (delitos terroristas) de 2005 . 
Digital Rights Ireland sostiene que el acto llevó a Gardaí a acceder a los datos conservados sin tener que investigar un delito específico, citando comentarios del Comisionado de Protección de Datos. 
El 8 de abril de 2014, el Tribunal de Justicia de la Unión Europea declaró inválida la Directiva en respuesta a un caso iniciado por Digital Rights Ireland contra las autoridades irlandesas y otras personas.   

## Compartición de archivos
La Asociación Irlandesa de Música Grabada ha enviado cartas a las personas a las que acusa de compartir archivos de su música, exigiendo daños y perjuicios por pérdidas financieras.  Un problema es cómo se buscaron los archivos pertenecientes a quienes supuestamente compartían archivos. Se utilizó el software MediaSentry para buscar en sus máquinas, pero como no se limita a buscar sólo carpetas utilizadas para compartir archivos, esto generó dudas sobre la violación de la privacidad. La propia MediaSentry tiene su sede en Estados Unidos, que tiene menos legislación sobre protección de datos que la Unión Europea . Este ha sido un problema en casos en los Países Bajos  y Francia. 
Otro problema es que los proveedores de servicios de Internet se ven obligados a identificar a los usuarios. 
Las acciones actuales todavía preocupan a DRI. 
El ex TD Dr. Jerry Cowley ha solicitado  que el árbitro de quejas investigue si su teléfono está siendo intervenido . DRI expresó su preocupación y señaló que no existe un equivalente irlandés de la Doctrina Wilson en la legislación irlandesa. Fine Gael también se ha mostrado preocupado por el número de escuchas telefónicas autorizadas por el exministro de Justicia Michael McDowell .  DRI dijo que los motivos para retener la información eran inaceptables.

## Irlanda ha sido denominada como el principal obstáculo para la privacidad digital de los europeos.
La falta de acción por parte de las autoridades del país está obstaculizando las labores de las agencias encargadas de proteger los datos en los Estados miembros, lo que favorece a las grandes empresas tecnológicas establecidas en la isla.
En Europa, existe una incapacidad para supervisar el uso que las grandes empresas tecnológicas hacen de los datos personales de los usuarios. Irlanda juega un papel fundamental en esta situación. Las autoridades en este país celta, conocido por su política fiscal flexible que ha atraído a empresas como Apple, Google, Facebook, Microsoft, Oracle, Twitter y Dropbox para establecer sus sedes europeas, tienden a ser especialmente lentas al abordar las demandas que reciben. Además, cuando toman medidas, las sanciones impuestas suelen ser mínimas. Esto ha generado que reguladores de otros países europeos, como Alemania o Francia, que son más activos en la protección de la privacidad de sus ciudadanos, hayan expresado su preocupación al respecto durante un tiempo considerable.
El Irish Council for Civil Liberties (ICCL), una organización independiente enfocada en salvaguardar los derechos digitales, ha presentado un informe que revela que el 98% de las demandas transfronterizas dirigidas a la Comisión Irlandesa de Protección de Datos aún están pendientes. Desde la aplicación del Reglamento General de Protección de Datos en 2018, Irlanda ha recibido 164 demandas relevantes para Europa, pero solo ha derivado cuatro de ellas al Comité Europeo de Protección de Datos. Esta situación contrasta con la AEPD española, que, a pesar de tener un presupuesto menor, ha emitido 41 dictámenes en el mismo período.
La posición de Irlanda es crucial ya que su autoridad de protección de datos tiene un rol principal en los casos que involucran a empresas establecidas en ese país, lo que impide la intervención de otras autoridades. Esta demora está obstaculizando el cumplimiento del RGPD por parte de las grandes empresas tecnológicas. El caso reciente de la multa impuesta por la DPC a WhatsApp ilustra esta problemática: la resolución tardó tres años y el monto de la multa aumentó considerablemente debido a la presión ejercida por otras agencias europeas.
Además de su política fiscal favorable a las grandes empresas tecnológicas, las autoridades irlandesas suelen adoptar una postura permisiva en el ámbito legal. Se ha solicitado mejorar la rapidez en los procesos, y los expertos indican la necesidad de más recursos en toda Europa, particularmente en Irlanda, para proteger los derechos digitales de los ciudadanos. En las agencias europeas de protección de datos, hay 293 especialistas en tecnología, siendo Alemania el país con más recursos, seguido por Francia, España, Irlanda y Grecia. 

## El 98% de las demandas por protección de datos dirigidas a Irlanda contra las grandes tecnológicas siguen pendientes, convirtiendo a Dublín en un "cuello de botella" para la Unión Europea.
El Reglamento General de Protección de Datos (RGPD) se esperaba que impactara significativamente a las multinacionales tecnológicas en Europa, pero tras tres años, las multas históricas, como la de 746 millones de euros propuesta a Amazon por Luxemburgo, han sido destacadas. Sin embargo, el efecto del RGPD se ha visto mitigado en gran medida debido a la situación en Dublín, donde empresas como Google, Facebook, Apple, Microsoft y Twitter tienen sus sedes europeas. La Comisión de Protección de Datos irlandesa (DPC) ha sido criticada por su lentitud en la gestión de procesos sancionadores contra estas grandes tecnológicas.
Aunque agencias como la CNIL francesa o la AEPD española pueden iniciar sus propios procedimientos, generalmente deben colaborar con la DPC irlandesa en casos que involucran a multinacionales tecnológicas con sede en ese país. Un análisis del Consejo Irlandés por las Libertades Civiles (ICCL) muestra que, de 164 demandas importantes por protección de datos, la DPC solo ha resuelto el 2%. Líderes del ICCL, como Johnny Ryan, han denunciado la ineficiencia de la DPC como un gran obstáculo para la implementación efectiva de la legislación de protección de datos en Europa.
Tanto el Parlamento irlandés como representantes de la agencia de protección de datos alemana han expresado preocupaciones similares, solicitando reformas o una mayor agilidad a la DPC. A pesar de la presión, la Unión Europea cuenta con mecanismos para intervenir si alguna agencia de control del RGPD no cumple adecuadamente con su función. La sanción contra WhatsApp por parte de la DPC es relevante, ya que es la única que ha progresado recientemente. En julio de este año, el Comité de Protección de Datos europeo instó a la agencia irlandesa a ser más ágil en este aspecto.

## Irlanda ha impuesto una multa de 390 millones de euros a Meta por el uso indebido de los datos personales de los usuarios en Europa.
El regulador irlandés ha tomado una decisión impactante al aumentar significativamente la multa impuesta a Meta, la compañía matriz de Facebook, por el presunto uso inapropiado de datos personales en Europa. Esta medida, que ha incrementado la sanción diez veces más que la propuesta inicial, ha llevado las multas totales a una cifra total de 390 millones de euros, dividida en 210 millones relacionados con el servicio de Facebook y 180 millones por el manejo de datos en la plataforma Instagram.
El desencadenante de esta acción se encuentra en una denuncia presentada por ciudadanos europeos, liderada por Max Schrems, reconocido activista en la protección de datos en el ámbito digital y fundador de la ONG Noyb. La denuncia apuntaba al uso de datos realizado por Meta desde la implementación del nuevo reglamento de protección de datos de la Unión Europea en mayo de 2018. En aquel entonces, Meta interpretó que la aceptación de las condiciones actualizadas por parte de los usuarios constituía un consentimiento contractual para dirigir publicidad personalizada basada en el comportamiento de los usuarios.
La decisión de la autoridad irlandesa ha generado una respuesta inmediata por parte de Meta, que ha anunciado su intención de apelar tanto las multas como las decisiones que las fundamentan. Uno de los puntos de fricción radica en la negativa de Irlanda a llevar a cabo una nueva investigación solicitada por el Consejo Europeo de Protección de Datos, lo que ha generado tensiones sobre la interpretación y aplicación de la normativa de privacidad en Europa.
El conflicto central entre Meta e Irlanda se centra en la base legal para la publicidad personalizada. Mientras Irlanda cuestiona esta base, Meta sostiene que dispone de otros fundamentos legales permitidos bajo el RGPD para ofrecer publicidad personalizada. En este contexto, Meta afirma que las sanciones no prohíben la publicidad personalizada en Europa, pero plantean preguntas sobre el enfoque y la validez de ciertos tipos de anuncios.
Con un plazo de tres meses otorgado a Meta para ajustarse a las regulaciones, esta decisión del regulador irlandés marca un hito significativo en la interpretación y aplicación de la legislación de protección de datos en Europa y plantea interrogantes sobre cómo se manejarán y regularán los datos personales en el entorno digital en el futuro.

## Otras áreas de trabajo
Otros temas abordados por el grupo incluyen:
- Tarjetas de identificación [14]
- Pasaportes electrónicos [15]
- Difamación en línea [16]
- Filtración de información confidencial por parte de funcionarios [17] [18] [19]